# Trận Ngọc Hồi
Trận Ngọc Hồi là trận tấn công then chốt của hướng chính binh Tây Sơn vào ngày 30 tháng 1 năm 1789 do Quang Trung chỉ huy trong cuộc chiến chống quân Thanh can thiệp ở phía Bắc Đại Việt.

## Tiền đề
Sau khi đồn Hà Hồi cách Thăng Long 20 km về phía nam bị bao vây bức hàng (28 tháng 1), đồn Ngọc Hồi do Hứa Thế Hanh, Thượng Duy Thăng, Trương Triều Long chỉ huy được tăng cường, lên đến 30.000 quân tinh nhuệ, hỏa lực mạnh, ngoài lũy đất còn có hàng rào chông sắt, địa lôi, là tiền đồn kiên cố, then chốt trong hệ thống phòng thủ bảo vệ nam thành Thăng Long, ngăn chặn quân Tây Sơn.
Sáng 29 tháng 1, đại quân Quang Trung triển khai lực lượng thành hai cánh: cánh chính do Quang Trung chỉ huy, tập kết ở cánh đồng Cung phía nam Hà Hồi, cánh phối hợp do đô đốc Bảo chỉ huy, tập kết ở Đại Áng, bố trí mai phục tại cánh đồng gần Đầm Mực (thuộc Thanh Trì, Hà Nội ngày nay).

## Diễn biến
Ngày 29 tháng 1, Quang Trung dùng các toán quân nhỏ đánh khiêu khích ngoại vi Ngọc Hồi tạo sự căng thẳng cho quân Thanh và nghi binh cho cánh quân đô đốc Long đánh đồn Đống Đa. Mờ sáng 30 tháng 1 (mùng 5 Tết), quân Tây Sơn bắt đầu tấn công từ hướng nam: mở đầu, đội voi chiến (trên 100 voi chiến) đánh tan phản kích của kỵ binh Hứa Thế Hanh; tiếp sau, bộ binh (gồm 600 quân cảm tử chia làm 20 toán), trang bị đoản đao, ván chắn bằng gỗ quấn rơm ướt che mình, tiến thành hàng ngang áp sát chiến luỹ, tạo điều kiện cho đại quân Quang Trung tiến lên giáp chiến. Quân Thanh chống không nổi, chết và bị thương quá nửa. Đề đốc Hứa Thế Hanh và tả dực Thượng Duy Thăng bị giết.
Tôn Sĩ Nghị vội vã cùng vài võ quan sang Gia Lâm, Đô đốc Long - viên cận thần của Quang Trung - sai quân đánh quân Thanh, Tôn Sĩ Nghị rút chạy về kinh thành của Càn Long
Số tàn quân do tiên phong Trương Triều Long chỉ huy bỏ chạy về Thăng Long, nhưng bị chặn trên đường rút (gần Văn Điển ngày nay) buộc phải chạy theo hướng Đầm Mực. Tại đây, quân của đô đốc Bảo đã phục kích sẵn, tiêu diệt toàn bộ.

## Kết quả
Ngọc Hồi thất thủ, quân Tây Sơn thừa thắng đánh chiếm đồn Văn Điển và tiến thằng vào Thăng Long.Sầm Nghi Đống thắt cổ tự tử.